# مسح ما قبل اقتراع الناخبين
مسح ما قبل اقتراع الناخبين هو مسح يُجرَى قبل أن يدلي الناخبون بأصواتهم في مكاتب الاقتراع. وهو شبيه باستطلاعات الآراء، بمعنى أنه يتم سؤال الناخب عن المرشح الذي ينوي التصويت لصالحه أو أسئلة أخرى من هذا القبيل. واحتمالية أن يغير الناخب الذي سيدلي بصوته رأيه بعد هذا المسح ضئيلة جدًا مقارنةً بنتيجة استطلاعات الآراء. ولذلك، من المتوقع أن يكون هامش الخطأ في مسح ما قبل اقتراع الناخبين أقل من أي استطلاع للرأي. لكن منهجية إجراء مسح ما قبل اقتراع الناخبين أقرب لمنهجية مسح اقتراع الناخبين الذي تُطرَح فيه الأسئلة على الناخبين الذين أدلوا بأصواتهم بالفعل، وليس الناخبين المحتملين كما هو الحال في استطلاعات الآراء.
ويمكن الحصول على تقديرات لنتائج مسح ما قبل اقتراع الناخبين بسرعة هائلة، لأنه يمكن إجراء المقابلات مع الناس مبكرًا وبسرعة أكبر مقارنةً بمسح اقتراع الناخبين الذي يُجرَى بعد الإدلاء بالأصوات. ومع ذلك, يزيد هامش الخطأ في هذا النوع من المسح مقارنة بمسح اقتراع الناخبين، وذلك لأن هذا النوع من المسح الذي يُجرَى قبل التصويت يمنح قدرًا أكبر من الأفضلية للمصوتين الذين يدلون بأصواتهم مبكرًا مقارنةً بذلك الذي يُجرَى بعد الإدلاء بالأصوات.

## مقالات ذات صلة
- هيئة انتخابية
- مؤشر الاتجاهات
- مفاجأة الانتخابات
- مسح اقتراع الناخبين
- اتفاقية الشروط الانتخابية
- أمر بتنظيم عملية انتخابية
- حركة عالمية من أجل الديمقراطية
- تقديرات إحصائية لنتائج الانتخابات